# Zdeněk Rotrekl
Zdeněk Rotrekl (ur. 1 października 1920 w Brnie, zm. 9 czerwca 2013 tamże) – czeski poeta katolicki, prozaik, publicysta i historyk literatury.
W 1940 r. zdał maturę w gimnazjum klasycznym. Kształcił się na Uniwersytecie Masaryka, gdzie od 1945 r. studiował filozofię, historię, historię sztuki i sanskryt. W 1948 r. został usunięty ze studiów z przyczyn politycznych.
Swój pierwszy tomik wierszy wydał w wieku 20 lat. W 1949 r. został skazany na śmierć w procesie pokazowym; później kara śmierci została zmieniona na dożywocie. Pod koniec lat 60. ukończył studia uniwersyteckie i został reporterem magazynu „Obroda”.
Przed 1948 r. wydał trzy książki poetyckie. Następnie kontynuował pisanie, ale minęło czterdzieści lat, zanim kolejna spośród jego książek wyszła na rynek w Czechosłowacji. Podczas okresu komunistycznego publikował w ramach samizdatu i za granicą.

## Twórczość

### Poezja
- Kyvadlo duše, 1940
- Kamenný erb, 1944
- Pergameny, 1947
- Hovory s mateřídouškou, za granicą 1978, Czechy 1994
- Nezděné město, samizdat 1978
- Malachit, samizdat 1978, za granicą 1985
- Kniha apokryfů, kouzel a zaříkávání, 1985, Czechy 1995
- Neobvyklé zvyky, samizdat 1980, Czechy 1994
- Chór v plavbě ryby, samizdat 1980, Czechy 1995
- Sad a menší prózy, samizdat 1985, Czechy 1991
- Básně a prózy, samizdat 1985
- Sněhem zaváté vinobraní, 1991
- Němé holubice dálek, 1993

### Eseje o literaturze i kulturze
- Skrytá tvář české literatury, 1987, Czechy 1991
- Barokní fenomén v současnosti